# Jens Wolf (Politiker, 1971)

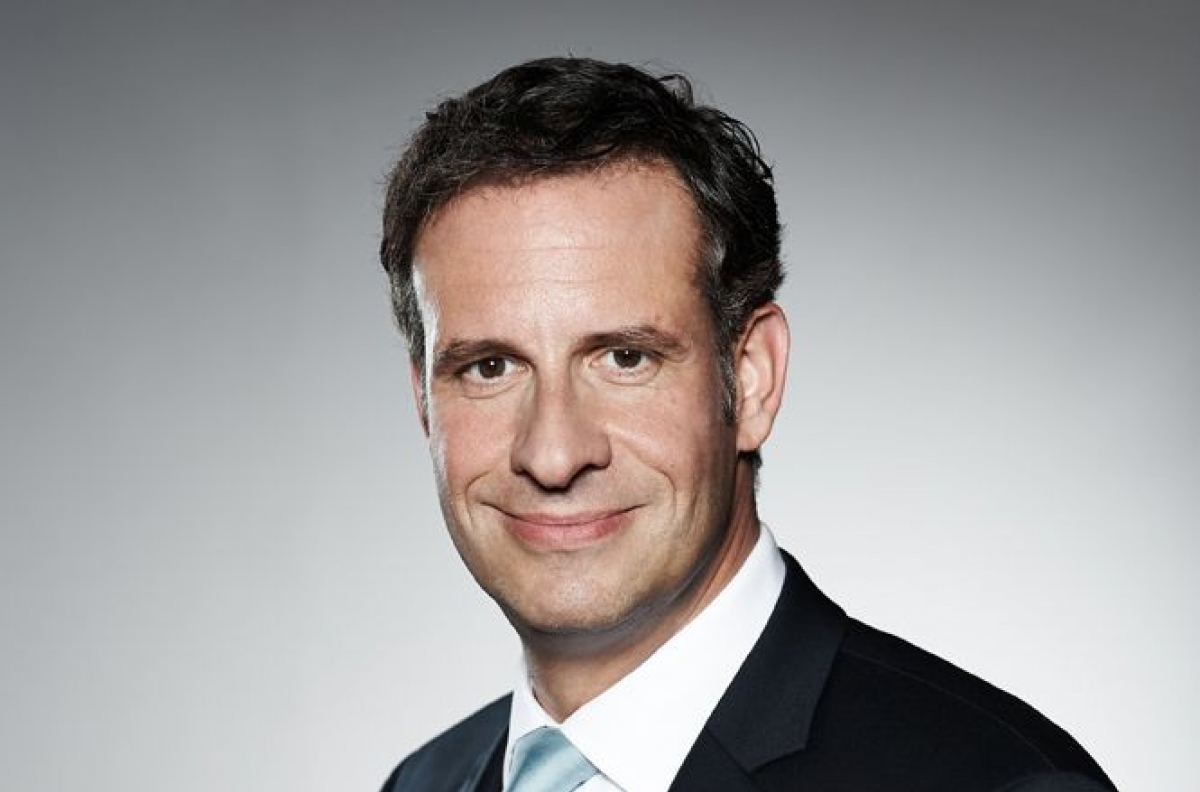
Jens Wolf (2018).

Jens Wolf (* 5. August 1971 in Hamburg) ist ein deutscher Politiker (CDU) und war von 2015 bis 2020 Mitglied der Hamburgischen Bürgerschaft.

## Leben
Nach dem Besuch der Grundschule Richardstraße und des Gymnasiums Lerchenfeld studierte Wolf von 1991 bis 1997 Rechtswissenschaften an der Universität Hamburg und an der London School of Economics. Im Anschluss an das Erste Staatsexamen war er bis 1999 als wissenschaftlicher Mitarbeiter des damaligen Bürgerschaftsabgeordneten Michael Freytag tätig. In den folgenden drei Jahren absolvierte er Referendariat und Zweites Staatsexamen. 2002 wurde er mit der Dissertation Anstalt des öffentlichen Rechts als Wettbewerbsunternehmen zum Dr. jur. promoviert. Seitdem arbeitet er als Rechtsanwalt im Hamburger Büro der Kanzlei Taylor Wessing.
Wolf lebt in Winterhude, ist verheiratet und hat zwei Kinder.

## Politik
Während seines Studiums engagierte sich Wolf, zwischenzeitlich als Hamburger Landesvorsitzender, im Ring Christlich-Demokratischer Studenten. Für die CDU, deren Ortsverband Winterhude er angehört, saß er von 1997 bis 2015 als Abgeordneter in der Bezirksversammlung Hamburg-Nord. Dort war er zuletzt Parlamentarischer Geschäftsführer und Sprecher im Wirtschaftsausschuss.
Bei der Bürgerschaftswahl 2015 erlangte Wolf mit 23.557 Stimmen ein Direktmandat im Wahlkreis 8 Eppendorf – Winterhude. In der 21. Bürgerschaft gehörte er dem Kulturausschuss, Familien-, Kinder- und Jugendausschuss, Verfassungs- und Bezirksausschuss sowie dem Ausschuss für Soziales, Arbeit und Integration an. Er war Sprecher der CDU-Fraktion für den Bereich Bezirke.
Der 2020 gewählten Bürgerschaft gehört er nicht mehr an.